# Deschutes River
Deschutes River (fransk: Riviere des Chutes ) er en 406 km lang flod i den nordlige og nordvestlige del af delstaten Oregon i USA, og en biflod til Columbia River, på grænsen til staten Washington. Deschutes udgjorde en vigtig rute til og fra Columbia River for de oprindelige amerikanere i tusinder år, og for pionererne i det 19. århundrede på Oregon Trail. Den har mange bifloder – North Fork og South Fork, og floden munder ud i Columbia River nedenfor John Day-dæmningen og ovenfor Dalles-dæmningen, ikke langt øst for byen The Dalles. Totalt afvandingsområde er 27.200 km². 
Der er mange aktiviteter langs floden f.eks. med rafting, bjergvandring, sportsfiskeri efter laks, og andet friluftsliv. Midtvejs, nord for byen Bend, mister den meget af vandføringen pga. vandingsanlæg, og den løber nordover ind i Oregons ørkenområde.